# Ле-Гран-Саконе
Ле-Гран-Саконе (фр. Le Grand-Saconnex) — місто  в Швейцарії в кантоні Женева.

## Географія
Місто розташоване на відстані близько 130 км на південний захід від Берна, 4 км на північ від Женеви.
Ле-Гран-Саконе має площу 4,4 км², з яких на 83,7% дозволяється будівництво (житлове та будівництво доріг), 14,2% використовуються в сільськогосподарських цілях, 2,1% зайнято лісами, 0% не є продуктивними (річки, льодовики або гори).

## Демографія
2019 року в місті мешкало 12 275 осіб (+7,3% порівняно з 2010 роком), іноземців було 41,1%. Густота населення становила 2803 осіб/км².
За віковим діапазоном населення розподілялося таким чином: 25,3% — особи молодші 20 років, 59,6% — особи у віці 20—64 років, 15,1% — особи у віці 65 років та старші. Було 4494 помешкань (у середньому 2,6 особи в помешканні).